# Konon (Arămescu-Donici)
Konon, nazwisko świeckie Arămescu-Donici (ur. prawdopodobnie 2 lutego 1837 w Urzici-Arămești, zm. 7 sierpnia 1922 w Bukareszcie) – rumuński biskup prawosławny, w latach 1912–1919 metropolita-zwierzchnik Rumuńskiego Kościoła Prawosławnego.

## Życiorys
Był synem kapłana prawosławnego, jego data urodzenia nie jest pewna. Ukończył seminarium duchowne przy monasterze Neamț w 1857. W tymże klasztorze został postrzyżony na mnicha i przyjął święcenia kapłańskie. Po ukończeniu seminarium kontynuował naukę teologii na Uniwersytecie w Czerniowcach, gdzie uzyskał stopień doktora teologii. Wyjechał następnie do Jass, gdzie podjął pracę w różnych szkołach, m.in. w miejscowym seminarium duchownym. Otrzymał godność archimandryty i sprawował obowiązki kaznodziei w soborze katedralnym w Jassach.
7 lipca 1895 metropolita Mołdawii Józef wyświęcił go na biskupa pomocniczego metropolii mołdawskiej z tytułem biskupa Băcău. W 1902 został ordynariuszem eparchii Huși.
W 1912 został zwierzchnikiem Rumuńskiego Kościoła Prawosławnego z tytułem metropolity-zwierzchnika. W 1914 z jego inicjatywy wydana została rumuńska Biblia Synodalna. Podczas I wojny światowej, po zajęciu Bukaresztu przez Niemcy, pozostał w stolicy. Starał się otaczać opieką rannych żołnierzy i jeńców rumuńskich, uratował przed konfiskatą dzwony z bukareszteńskich cerkwi, stale wspominał również w modlitwach rumuńską rodzinę królewską. Nie został aresztowany, jednak zgodził się pod naciskiem okupantów wydać posłanie do wojsk rumuńskich, w którym wzywał do zaprzestania walki przeciwko Państwom Centralnym. Rząd rumuński uznał go za zdrajcę, zaś hierarchowie, którzy działali poza terytorium zajętym przez Niemcy, zerwali z nim kontakty. Konon powrócił do zarządzania Kościołem rumuńskim po wycofaniu się Rumunii z wojny na mocy traktatu bukareszteńskiego.
Po zakończeniu I wojny światowej nowy rząd Rumunii usunął z życia publicznego wszystkie osoby uznawane za niepewne. Urzędy złożyć musieli niektórzy hierarchowie prawosławni. Wśród nich był także metropolita Konon, oskarżony o „antyrumuńską postawę” i współpracę z Niemcami podczas I wojny światowej. Z urzędu odszedł 1 stycznia 1919. Został pochowany w monasterze Cernica.